# François-Philippe Champagne
François-Philippe Champagne (Longueuil, 25 de junio de 1970) es un empresario, abogado y político canadiense que fue elegido para representar la circunscripción de Saint-Maurice-Champlain en la Cámara de los Comunes de Canadá en las elecciones federales de 2015. Es miembro del Partido Liberal y se desempeñó como Ministro de Asuntos Exteriores de 2019 a 2021 y Ministro de Innovación, Ciencia e Industria de 2021 a 2025. Actualmente es Ministro de Finanzas desde el 14 de marzo de 2025.

## Biografía
Se crio en Shawinigan (Quebec), y estudió derecho en la Universidad de Montreal y en la Facultad de Derecho de la Universidad Case de la Reserva Occidental en Estados Unidos. Después de varios años trabajando como abogado principal para Elsag Bailey Process Automation, se unió al Grupo ABB en 1999, y finalmente se convirtió en vicepresidente del grupo y asesor principal. En 2008 se unió a Amec PLC como director de desarrollo estratégico y fue designado "líder mundial joven" por el Foro Económico Mundial.
Regresó a Canadá, se involucró en una variedad de negocios y empresas sin fines de lucro. Se convirtió en el candidato liberal para la circunscripción de Saint-Maurice-Champlain en Quebec, y fue elegido al Parlamento el 19 de octubre de 2015.
Entre 2015 y 2017 fue secretario parlamentario del Ministerio de Finanzas de Canadá. En enero de 2017 se incorporó al gabinete del primer ministro Justin Trudeau, primero como ministro de Comercio Internacional (hasta julio de 2018) y luego como ministro de Infraestructura y Comunidades (hasta noviembre de 2019).